# Anne Plichota
Anne Plichota, född 1968, är en fransk författare och en i författarduon till bokserien om Oksa. Böckerna har stor spridning i Frankrike och rättigheterna är sålda till ett tjugotal länder.